# Xian autonome hui de Hualong
Pour les articles homonymes, voir Hualong.
Le xian autonome hui de Hualong (化隆回族自治县 ; pinyin : Huàlóng huízú Zìzhìxiàn) est un district administratif de la province du Qinghai en Chine. Il est placé sous la juridiction de la préfecture de Haidong.

## Démographie
La population du district était de 224 584 habitants en 1999.
Population des principales villes en 2000 :
- Qunke 22 440 habitants
- Gandu 21 899 habitants
- Bayan 19 383 habitants
- Dehenglong 13 158 habitants
- Angsiduo 10 616 habitants

Les populations les plus représentatives de la région sont les minorités Hui, tibétaine zang, et salar.

## Patrimoine
- La mosquée Ahetan, située sur le xian autonaume, est classée dans la 7e liste des Sites historiques et culturels majeurs protégés au niveau national, pour le Qinghai.